# Wilhelm Büsing (Richter)

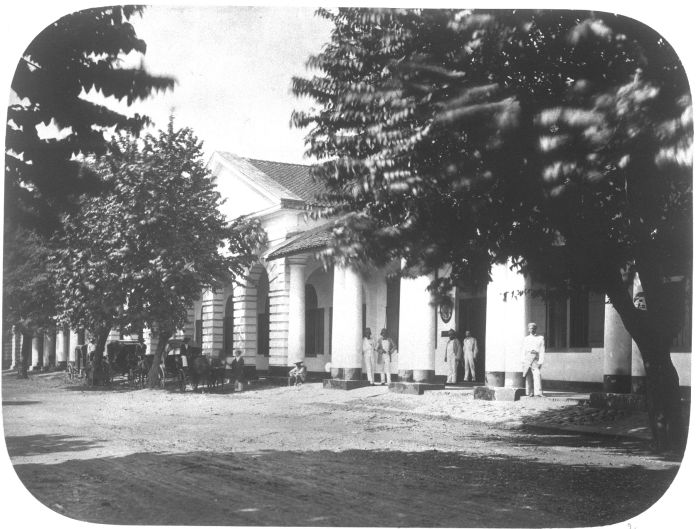
Büsing, Schröder & Co in Batavia

Friedrich Wilhelm Büsing (* 17. Juni 1854 in Batavia; † 13. August 1932 in Leipzig) war ein deutscher Reichsgerichtsrat.

## Leben
Büsings Vater ging 1842 „als junger Mann auf gut Glück nach Indien“ und gründete die Handelsfirma Büsing, Schröder & Co in Batavia. Die Familie kehrte um 1858 nach Bremen zurück. Büsings Mutter war eine Tochter Johann Carl Friedrich Gildemeisters. Adolf Bastian war ein Vetter des Vaters. Büsing wurde nach dem Studium der Rechtswissenschaften promoviert. Während seines Studiums wurde er 1873 Mitglied der Burschenschaft Germania Tübingen. 1876 wurde er vereidigt und trat in Elsaß-Lothringen in den Staatsdienst. Ab 1883 war er Amtsrichter in Mülhausen i. E. 1889 wurde er zum Staatsanwalt ernannt. 1893 erhielt er den Rang der Räte IV. Klasse. Zum Landgerichtsrat wurde er 1894 befördert. 1905 kam er als Oberlandesgerichtsrat nach Colmar. Mitte 1910 wurde er an das Reichsgericht berufen. Er war zweieinhalb Monate im IV. Zivilsenat und über neun Jahre im IV. Strafsenat des Reichsgerichts tätig. Dezember 1919 trat er in den Ruhestand.

## Belege
1. ↑  Dieter Heintze: Eine frühe West-Neuguinea-Sammlung im Übersee-Museum, in: Bremen und die Niederlande: Jahrbuch 1995/96 der Wittheit zu Bremen. Bremen 1997, S. 221
2. ↑  Wiebke Hoffmann: Auswandern und Zurückkehren. Kaufmannsfamilien zwischen Bremen und Übersee - Eine Mikrostudie 1860–1930 (Internationale Hochschulschriften, Band 523), Waxmann Verlag GmbH, 2009, S. 94.
3. ↑  Adolf Bastian: Reisen im Indischen Archipel: Singapore, Batavia, Manilla und Japan, Band V, Jena 1869, S. 101.
4. ↑  Verzeichnis der Alten Herren der Deutschen Burschenschaft. Überlingen am Bodensee 1920, S. 234.

| Personendaten    | Personendaten                                  |
| ---------------- | ---------------------------------------------- |
| NAME             | Büsing, Wilhelm                                |
| ALTERNATIVNAMEN  | Büsing, Friedrich Wilhelm (vollständiger Name) |
| KURZBESCHREIBUNG | deutscher Reichsgerichtsrat                    |
| GEBURTSDATUM     | 17. Juni 1854                                  |
| GEBURTSORT       | Batavia                                        |
| STERBEDATUM      | 13. August 1932                                |
| STERBEORT        | Leipzig                                        |